# Ле Бон, Жоан
Жоан Ле Бон (фр. Johan Le Bon; род. 3 октября 1990, Ланьон) — французский профессиональный шоссейный велогонщик, выступающий за команду Groupama-FDJ.

## Достижения
2008
- 1-й на Классике Альп (La Classique des Alpes) юниоры
- 3-й на Чемпионате Европы по шоссейным велогонкам среди юниоров в индивидуальной гонке на время
- 1-й  — Чемпион Европы по шоссейным велогонкам среди юниоров в групповой гонке
- 1-й  — Чемпион мира по шоссейным велогонкам среди юниоров в групповой гонке
- 1-й в генеральной классификации Ronde des Vallées (юниоры)
  - 1-й на этапе 1
- 2-й на Чемпионате Франции по шоссейным велогонкам среди юниоров в индивидуальной гонке на время
- 1-й Tour du Morbihan (юниоры)

2009
- 1-й на этапе 2 Loire-Atlantique (U-23)
- 1-й в генеральной классификации Coupe des nations Ville Saguenay (U-23)

2010
- 1-й на этапе 3 Coupe des nations Ville Saguenay (U-23)
- 1-й в генеральной классификации Kreiz Breizh Elite
  - 1-й на этапе 3
- 3-й в генеральной классификации Paris — Corrèze
- 2-й на Чемпионате Франции по шоссейному велоспорту (U-23) в индивидуальной гонке на время

2011
- 5-й в генеральной классификации Thüringen-Rundfahrt (U-23)
- 6-й на Чемпионате Европы по шоссейному велоспорту (U-23) в индивидуальной гонке на время
- 1-й  — Чемпион Франции (U-23) в индивидуальной гонке на время
- 6-й в генеральной классификации на Туре Жевода (Tour du Gévaudan)

2012
- 6-й в генеральной классификации Тура Нормандии
- 2-й в генеральной классификации Тура Тюрингии
  - 1-й на этапе 2
- 4-й в генеральной классификации Kreiz Breizh Elite
- 1-й  — Чемпион Франции (U-23) в индивидуальной гонке на время

2013
- 5-й в генеральной классификации на Три дня Западной Фландрии
- 4-й в генеральной классификации Три дня Де-Панне
- 2-й на Тро-Бро Леон (Tro-Bro Léon)
- 3-й на Чемпионате Франции по шоссейным велогонкам в индивидуальной гонке на время
- 5-й — Chrono des Nations (Chrono des Herbiers)

2014
- 3-й в генеральной классификации на Три дня Западной Фландрии

2015
- 9-й в генеральной классификации Букль де ля Майен (Boucles de la Mayenne)
  - 1-й в прологе
- 1-й на этапе 5 Энеко Тур
- 9-й в генеральной классификации Tour du Poitou-Charentes et de la Vienne
- 8-й в генеральной классификации Tour de l’Eurométropole
- 3-й — Chrono des Nations (Chrono des Herbiers)

2016
- 10-й в генеральной классификации Три дня Де-Панне
- 4-й в генеральной классификации Букль де ля Майен (Boucles de la Mayenne)
- 3-й на Дуо Норман вместе с Марком Фурнье
- 5-й — Chrono des Nations (Chrono des Herbiers)

2017
- 2-й в генеральной классификации Букль де ля Майен (Boucles de la Mayenne)
  - 1-й в прологе и на этапе 1

## Статистика выступлений наГранд Турах
| Гранд Тур | 2013 | 2014 | 2015 | 2016 | 2017 |
| --------- | ---- | ---- | ---- | ---- | ---- |
| Джиро     | 115  | 89   | -    | -    | -    |
| Тур       | -    | -    | -    | -    |      |
| Вуэльта   | -    | 79   | -    | сход |      |